# Hofehübel Bärenfels
Das Naturschutzgebiet Hofehübel Bärenfels liegt auf dem Gebiet der Stadt Altenberg im Landkreis Sächsische Schweiz-Osterzgebirge in Sachsen. Es erstreckt sich nördlich von Bärenfels und westlich von Kipsdorf, beide Ortsteile von Altenberg. Am westlichen Rand des Gebietes verläuft die S 183 und unweit östlich die B 170, unweit westlich fließt der Pöbelbach.

## Bedeutung
Das 71,8 ha große Gebiet mit der NSG-Nr. D 40 wurde im Jahr 1984 unter Naturschutz gestellt.